# Selezioni giovanili della nazionale maschile di pallacanestro della Norvegia
Le selezioni giovanili della nazionale di pallacanestro della Norvegia sono gestite dalla Norges Basketballforbund e partecipano ai tornei cestistici internazionali per squadre nazionali, limitatamente a specifiche classi d'età.

## Maschili

### Universitaria
Rappresenta la selezione dei migliori atleti universitari della nazionale norvegese.

#### Partecipazioni
- 2013 - 13°
- 2017 - 14°
- 2019 - 15°

 Norvegia universitaria - Pallacanestro alla XXVII Universiade - Torneo maschileMidtvedt, Boehn, Stien, Ostbye, Jawara, Lundestad, Bolin, Mjos, Fivelstad, Sommerfeldt, Nwachukwu, Bradascio, All. Mathias Eckhoff
 Norvegia universitaria - Pallacanestro alla XXIX Universiade - Torneo maschileFjaerestad, Nymo, Ndow, Lange, Lamo, Berg, Espe, Davidsen, Kolstad, Dakin, Dolven, Lepovic, All. Mathias Eckhoff
 Norvegia universitaria - Pallacanestro alla XXX Universiade - Torneo maschile1 Lorange, 2 Kolstad, 3 Dyb Berg, 5 Dolven, 7 Lamo, 9 Aslesen, 12 Haugen, 14 Selboe, 17 Frey, 20 Lybaek, 23 Larsson,        All. Mathias Eckhoff

### Under-20
Rappresenta i migliori giocatori di nazionalità norvegesi di età non superiore ai 20 anni. Partecipa a tutte le manifestazioni internazionali giovanili di pallacanestro per nazioni gestite dalla FIBA.
Nel corso degli anni questa selezione ha subìto alcuni cambiamenti nel nome, dovuti agli adeguamenti nelle normative della FIBA in fatto di classificazione delle categorie giovanili.
Agli inizi la denominazione originaria era Nazionale Juniores, in quanto la FIBA classificava le fasce di età sotto i 22 anni con la denominazione "juniores". In seguito, denominazione e fasce di età sono state equiparate, divenendo Nazionale Under 22. Dal 2000, la FIBA ha modificato nuovamente il tutto, equiparando sotto la dicitura "under 20" sia denominazione che fasce di età. Da allora la selezione ha preso il nome attuale.

#### Partecipazioni
Partecipa agli Europei di Division B.

### Under-18
Rappresenta i migliori giocatori di nazionalità norvegese di età non superiore ai 18 anni. Partecipa a tutte le manifestazioni internazionali giovanili di pallacanestro per nazioni gestite dalla FIBA.
Agli inizi la denominazione originaria era Nazionale Cadetti, in quanto la FIBA classificava le fasce di età sotto i 18 anni con la denominazione "cadetti". Dal 2000, la FIBA ha modificato il tutto, equiparando sotto la dicitura "under 18" sia denominazione che fasce di età. Da allora la selezione ha preso il nome attuale.

#### Partecipazioni
FIBA EuroBasket Under-18
- 1982 - 12°

### Under-16
Rappresenta i migliori giocatori di nazionalità norvegese di età non superiore ai 16 anni. Partecipa a tutte le manifestazioni internazionali giovanili di pallacanestro per nazioni gestite dalla FIBA.
Agli inizi la denominazione originaria era nazionale Allievi, in quanto la FIBA classificava le fasce di età sotto i 18 anni con la denominazione "allievi". Dal 2000, la FIBA ha modificato il tutto, equiparando sotto la dicitura "under 16" sia denominazione che fasce di età. Da allora la selezione ha preso il nome attuale.

#### Partecipazioni
Ha sempre partecipato agli Europei di Division B.

## Femminili

### Under-20
Rappresenta le migliori giocatrici di nazionalità norvegese di età non superiore ai 20 anni. Partecipa a tutte le manifestazioni internazionali giovanili di pallacanestro per nazioni gestite dalla FIBA.

#### Partecipazioni
Ha sempre disputato gli Europei di Division B. Nel 2002 ha provato a qualificarsi per l'Europeo di Division A, senza riuscire a partecipare alla manifestazione.

### Under-18
Rappresenta le migliori giocatrici di nazionalità moldava di età non superiore ai 18 anni. Partecipa a tutte le manifestazioni internazionali giovanili di pallacanestro per nazioni gestite dalla FIBA.
Agli inizi la denominazione originaria era Nazionale Cadette, in quanto la FIBA classificava le fasce di età sotto i 18 anni con la denominazione "cadette". Dal 2000, la FIBA ha modificato il tutto, equiparando sotto la dicitura "under 18" sia denominazione che fasce di età. Da allora la selezione ha preso il nome attuale.

#### Partecipazioni
Division B
- 2009 - 15°
- 2011 - 11°
- 2012 - 16°
- 2013 - 18°
- 2017 - 15°

- 2018 - 23°
- 2019 - 20°
- 2022 - 17°
- 2023 - 18°

### Under-16
Rappresenta le migliori giocatrici di nazionalità moldava di età non superiore ai 16 anni. Partecipa a tutte le manifestazioni internazionali giovanili di pallacanestro per nazioni gestite dalla FIBA.
Agli inizi la denominazione originaria era nazionale Allieve, in quanto la FIBA classificava le fasce di età sotto i 18 anni con la denominazione "allieve". Dal 2000, la FIBA ha modificato il tutto, equiparando sotto la dicitura "under 16" sia denominazione che fasce di età. Da allora la selezione ha preso il nome attuale.

#### Partecipazioni
Division B
- 2012 - 15°
- 2013 - 17°
- 2014 - 14°
- 2015 - 18°
- 2016 - 19°

- 2017 - 20°
- 2018 - 12°
- 2019 - 4°
- 2022 - 16°
- 2023 - 19°